# Lucheng, Wenzhou
Lucheng är ett stadsdistrikt i Wenzhou i Zhejiang-provinsen i östra Kina.
Befolkningen uppgick till 875 006 invånare vid folkräkningen år 2000, varav 612 672 invånare bodde i den del som tillhör Wenzhous centralort. Distriktet var år 2000 indelat i sjutton gatuområden (jiedao), en köping (zhèn) och tre socknar (xiāng). Den enda orten i distriktet som inte tillhör Wenzhous centralort är Shuangyu, med 120 372 invånare (2000). Lucheng är belägen vid Oufloden, nära dess mynning mot Östkinesiska havet.